# Lilla Abborrtjärnet, Värmland
Lilla Abborrtjärnet är en sjö i Arvika kommun i Värmland och ingår i Göta älvs huvudavrinningsområde. Sjön är 12 meter djup, har en yta på 0,032 kvadratkilometer och är belägen 204 meter över havet.